# Adrián Babič
Adrián Babič byl slovenský silniční cyklista. V roce 2015 jezdil pro amatérský tým Slovakia2015, a v letech 2016–2021 pro Team Firefly. Zaměřoval se primárně na závody v časovce.
Za svoji kariéru získal několik medailových ocenění. V roce 2017 se na Mistrovství Slovenska do 23 let umístil na třetím místě v časovce. Narodil se s poškozením sluchu, takže se účastnil i deaflympijských závodů. Díky naslouchátku byl ale schopen jezdit i na klasických závodech.

## Úmrtí
Zemřel při tréninku na kole poté, co mu řidič automobilu nedal přednost. Nehoda se stala na Slovensku, mezi obcemi Lemešany a Ličartovce.

## Hlavní výsledky

### Silniční cyklistika
2017
Národní šampionát
 vítěz juniorské časovky
3. místo v časovce
2018
Národní šampionát
2. místo na juniorské časovce
2019
Národní šampionát
5. místo v silničním závodě